# Ioquake3
Uzasadnienie: było w DNU - Wikipedia:Poczekalnia/artykuły/2012:01:19:Ioquake3, nieency jako osobny byt
ioquake3 – silnik gry stworzony na bazie kodu źródłowego id Tech 3 stworzonego przez id Software w 2005 roku. Głównymi celami projektu jest usunięcie wszelkich bugów, poprawa kodu źródłowego oraz dodanie nowych funkcji, w tym nowych efektów graficznych i dźwiękowych. ioquake3 stał się też bazą do tworzenia gier i innych silników.
ioquake3 działa na systemach Linux, OS X i Windows. Istnieją także nieoficjalne porty na Amigę/AmigaOS4  i platformę Android o nazwie kwaak3.

## Zmiany w porównaniu do id Tech 3
- Użycie bibliotek SDL i OpenAL
- Wsparcie dla systemu OS X[9][10] oraz poprawione wsparcie dla nowszych systemów z rodziny Linux i Windows
- Obsługa VoIP
- Wsparcie dla architektur 64-bitowych
- Obsługa IPv6
- Renderowanie anaglifowe (obsługa okularów 3D)
- Wsparcie dla kompilatora MinGW
- Obsługa animacji szkieletowych
- Dodana obsługa nowych formatów obrazu i dźwięku (tekstury PNG, dźwięk Ogg Vorbis)
- Usprawnione pobieranie danych
- Poprawki bezpieczeństwa

Pomimo dużej ilości zmian, twórcy ioquake3 chcą zachować pełną zgodność z istniejącymi modami gry Quake III: Arena.

## Gry oparte na ioquake3
- OpenArena[12][13]
- Tremulous[14]
- Urban Terror[15][16]
- Turtle Arena[17][18]
- World of Padman[19][20]

Na bazie ioquake3 powstały też rozmaite silniki, jak np. efport (projekt stworzenia na nowo silnika gry Star Trek: Voyager – Elite Force Holomatch), czy OpenMoHAA.